# 日朝政府間協議
日朝政府間協議（にっちょうせいふかんきょうぎ）とは、朝鮮民主主義人民共和国（北朝鮮）と日本の間の懸案解決を目標とする正式協議のこと。
2002年9月、小泉純一郎首相が北朝鮮を訪問して以降、大使、審議官、局長などのレベルで開かれた。大使級の日朝国交正常化交渉は2002年10月を最後に中断した。また、日本人拉致問題をめぐる実務者協議は、2004年11月の第3回協議で、「北朝鮮が提示した拉致被害者・横田めぐみさんのものとする遺骨を日本側がDNA鑑定した結果、偽物であった。」と発表し、この協議は途絶えた。日朝政府間協議は、2005年11月に再開した。日本側は拉致問題の協議などと並行して、日朝国交正常化交渉の再開を提案した。
なお、日本政府は日韓基本条約に基づいて朝鮮民主主義人民共和国政府を非合法団体と見做している（韓国政府は国家保安法を通じて北朝鮮政府を「反国家団体」と規定しており、最終的には打倒・殲滅を目標とする）。そのため、北朝鮮との交渉は日韓基本条約に違反しているという見解がなされることもあり、日朝間の交渉を全面的に打ち切るべきという声も多い。
他方、1991年に南北朝鮮が国連に同時加盟したことにより、日韓条約で韓国を「朝鮮における唯一の合法的な政府である」（第3条）と規定する根拠となった国際連合総会決議第百九十五号（III）自体が実質的に無効となっており、事情が変わったと主張する説もある。